# Empoli Football Club 2016-2017
Questa voce raccoglie le informazioni riguardanti l'Empoli Football Club nelle competizioni ufficiali della stagione 2016-2017.

## Stagione
Nella stagione 2016-2017 l'Empoli disputa il massimo campionato, vi raccoglie 32 punti con il diciottesimo e terz'ultimo posto, retrocedendo così in Serie B, con Palermo e Pescara. Allenato da Giovanni Martusciello, promosso da secondo a primo allenatore dei biancoazzurri, ottiene 17 punti nel girone di andata e 15 nel girone di ritorno. Il georgiano Levan Mch'edlidze giunto alla settima stagione giocata in Valdelsa, con 6 reti risulta il miglior marcatore empolese di stagione. Nella Coppa Italia Tim Cup l'Empoli entra in scena nel terzo turno, superando (2-0) il Vicenza, mentre nel quarto turno viene eliminato (1-2) dal Cesena, dopo i tempi supplementari.

## Divise e sponsor
Lo sponsor tecnico per la stagione 2016-2017 è Joma. Il primo sponsor è Gensan, azienda di integratori proteici e sportivi, mentre il secondo e il terzo sponsor sono rispettivamente Computer Gross e Giletti Filati.
| Casa | Trasferta | Terza Divisa |

## Organigramma societario
Area direttiva
- Presidente: Fabrizio Corsi
- Amministratore delegato: Francesco Ghelfi
- Consigliere: Rebecca Corsi
- Collegio sindacale: Pier Giovanni Baldini, Aldo Lolli, Cristiano Baldini
- Direttore sportivo: Pietro Accardi
- Segretario generale: Stefano Calistri
- Segretario sportivo: Graziano Billocci
- Responsabile settore giovanile: Marco Bertelli
- Segretario settore giovanile: Debora Catastini

Area comunicazione
- Responsabile area comunicazione: Michele Haimovici
- Vice responsabile ufficio comunicazione: Marco Patrinostro
- Ufficio comunicazione: Luca Casamonti
- Responsabili ufficio marketing: Gianmarco Lupi, Rebecca Corsi
- Responsabile biglietteria ufficio accrediti: Francesco Assirelli
- Delegato alla sicurezza: Giuseppe Spazzoni

Area tecnica
- Allenatore: Giovanni Martusciello
- Allenatore in seconda: Salvatore Russo
- Direttore Generale Area Tecnica: Marcello Carli
- Collaboratore tecnico: Andrea Cupi, Alcide Di Salvatore, Giampiero Pavone
- Preparatore dei portieri: Mauro Marchisio
- Preparatore atletico: Francesco Bertini, Giuseppe Mazza, Claudio Selmi
- Magazzinieri: Giancarlo Fontanelli, Riccardo Nacci

Area sanitaria
- Medico sociale: Francesco Ammannati, Giovanni Falai, Marcello Manzuoli, Gabriele Innocenti
- Massofisioterapista: Fabrizio Calattini, Simone Capaccioli, Paolo Marrucci
- Consulente Ortopedico: Mario Pelagotti

## Rosa
Rosa e numerazioni sono aggiornate al 31 gennaio 2017.
| N. |                      | Ruolo | Calciatore                   |
| -- | -------------------- | ----- | ---------------------------- |
| 1  | Italia (bandiera)    | P     | Maurizio Pugliesi            |
| 2  | Francia (bandiera)   | D     | Vincent Laurini              |
| 3  | Italia (bandiera)    | D     | Marco Zambelli               |
| 4  | Italia (bandiera)    | D     | Federico Dimarco             |
| 5  | Argentina (bandiera) | C     | José Mauri                   |
| 5  | Venezuela (bandiera) | C     | Franco Signorelli            |
| 6  | Italia (bandiera)    | D     | Giuseppe Bellusci            |
| 7  | Italia (bandiera)    | A     | Massimo Maccarone (capitano) |
| 8  | Senegal (bandiera)   | C     | Assane Dioussé               |
| 9  | Georgia (bandiera)   | A     | Levan Mch'edlidze            |
| 10 | Marocco (bandiera)   | C     | Omar El Kaddouri             |
| 10 | Italia (bandiera)    | C     | Riccardo Saponara            |
| 11 | Italia (bandiera)    | C     | Daniele Croce                |
| 13 | Albania (bandiera)   | D     | Frédéric Veseli              |
| 15 | Italia (bandiera)    | D     | Andrea Costa                 |
| 17 | Italia (bandiera)    | C     | Raffaele Maiello             |
| 17 | Slovenia (bandiera)  | C     | Miha Zajc                    |

| N. |                                 | Ruolo | Calciatore         |
| -- | ------------------------------- | ----- | ------------------ |
| 18 | Italia (bandiera)               | A     | Alberto Gilardino  |
| 19 | Italia (bandiera)               | D     | Federico Barba     |
| 20 | Italia (bandiera)               | A     | Manuel Pucciarelli |
| 21 | Italia (bandiera)               | D     | Manuel Pasqual     |
| 22 | Italia (bandiera)               | D     | Luca Bittante      |
| 23 | Italia (bandiera)               | P     | Alberto Pelagotti  |
| 24 | Serbia (bandiera)               | D     | Uroš Ćosić         |
| 25 | Austria (bandiera)              | A     | Arnel Jakupovic    |
| 27 | Senegal (bandiera)              | A     | Mame Thiam         |
| 28 | Polonia (bandiera)              | P     | Łukasz Skorupski   |
| 31 | Brasile (bandiera)              | C     | Matheus Pereira    |
| 31 | Italia (bandiera)               | C     | Alberto Picchi     |
| 33 | Bosnia ed Erzegovina (bandiera) | C     | Rade Krunić        |
| 77 | Liechtenstein (bandiera)        | C     | Marcel Büchel      |
| 88 | Colombia (bandiera)             | C     | Andrés Tello       |
| 89 | Italia (bandiera)               | A     | Guido Marilungo    |
| 99 | Georgia (bandiera)              | A     | Roman Chanturia    |

## Calciomercato

### Sessione estiva(dal 1º/7 al 31/8)
| Acquisti | Acquisti          | Acquisti    | Acquisti      |
| R.       | Nome              | da          | Modalità      |
| -------- | ----------------- | ----------- | ------------- |
| P        | Łukasz Skorupski  | Roma        | prestito      |
| D        | Federico Barba    | Stoccarda   | fine prestito |
| D        | Giuseppe Bellusci | Leeds Utd   | prestito      |
| D        | Kastriot Dermaku  | Pavia       | fine prestito |
| D        | Federico Dimarco  | Inter       | prestito      |
| D        | Manuel Pasqual    | -           | svincolato    |
| D        | Frédéric Veseli   | -           | svincolato    |
| C        | Marcel Büchel     | Juventus    | definitivo    |
| C        | José Mauri        | Milan       | prestito      |
| C        | Matheus Pereira   | Corinthians | definitivo    |
| C        | Franco Signorelli | Ternana     | fine prestito |
| C        | Andrés Tello      | Juventus    | prestito      |
| A        | Alberto Gilardino | -           | svincolato    |
| A        | Guido Marilungo   | Atalanta    | prestito      |

| Cessioni | Cessioni          | Cessioni   | Cessioni      |
| R.       | Nome              | a          | Modalità      |
| -------- | ----------------- | ---------- | ------------- |
| D        | Lorenzo Ariaudo   | Sassuolo   | fine prestito |
| D        | Luca Bittante     | Cagliari   | prestito      |
| D        | Diego Borghini    | Tuttocuoio | prestito      |
| D        | Michele Camporese | Benevento  | definitivo    |
| D        | Kastriot Dermaku  | Lucchese   | prestito      |
| D        | Mário Rui         | Roma       | prestito      |
| D        | Lorenzo Tonelli   | Napoli     | definitivo    |
| C        | Leandro Paredes   | Roma       | fine prestito |
| C        | Alberto Picchi    | SPAL       | prestito      |
| C        | Franco Signorelli | Spezia     | definitivo    |
| C        | Piotr Zieliński   | Udinese    | fine prestito |
| A        | Marko Livaja      | Rubin      | fine prestito |
| A        | Alessandro Piu    | Spezia     | prestito      |

### Sessione invernale(dal 3/1 al 31/1)
| Acquisti | Acquisti         | Acquisti        | Acquisti      |
| R.       | Nome             | da              | Modalità      |
| -------- | ---------------- | --------------- | ------------- |
| D        | Luca Bittante    | Cagliari        | fine prestito |
| D        | Nikola Pejovic   | Zemun           | prestito      |
| C        | Omar El Kaddouri | Napoli          | definitivo    |
| C        | Alberto Picchi   | SPAL            | fine prestito |
| C        | Miha Zajc        | Olimpia Lubiana | definitivo    |
| A        | Arnel Jakupovic  | Middlesbrough   | definitivo    |
| A        | Mame Thiam       | Juventus        | prestito      |

| Cessioni | Cessioni          | Cessioni    | Cessioni          |
| R.       | Nome              | a           | Modalità          |
| -------- | ----------------- | ----------- | ----------------- |
| D        | Luca Bittante     | Salernitana | prestito          |
| C        | Raffaele Maiello  | Napoli      | fine prestito     |
| C        | Matheus Pereira   | Juventus    | prestito          |
| C        | Riccardo Saponara | Fiorentina  | prestito biennale |
| A        | Roman Chanturia   | Olhanense   | prestito          |
| A        | Alberto Gilardino | -           | svincolato        |

## Risultati

### Serie A

#### Girone di andata
| Arbitro: | Mariani (Aprilia) |

|  |           |            |
|  | Marcatori | 37’ Muriel |

| Arbitro: | Maresca (Napoli) |

|                        |           |  |
| Felipe 3’ Perica 90+5’ | Marcatori |  |

| Arbitro: | Valeri (Roma) |

|                        |           |                 |
| Bellusci 31’ Costa 56’ | Marcatori | 45+2’ Sampirisi |

| Torino 18 settembre 2016, ore 15:00 CEST 4ª giornata | Torino          | 0 – 0 referto | Empoli | Stadio Olimpico Grande Torino (16.403 spett.)\| Arbitro: \| Chiffi (Padova) \| |
| Arbitro:                                             | Chiffi (Padova) |               |        |                                                                                |

| Arbitro: | Guida (Torre Annunziata) |

|  |           |                 |
|  | Marcatori | 10’, 17’ Icardi |

| Arbitro: | Fabbri (Ravenna) |

|                     |           |  |
| Keita 29’ Lulić 90’ | Marcatori |  |

| Arbitro: | Mazzoleni (Bergamo) |

|  |           |                             |
|  | Marcatori | 65’ Dybala 67’, 70’ Higuaín |

| Genova 16 ottobre 2016, ore 15:00 CEST 8ª giornata | Genoa                | 0 – 0 referto | Empoli | Stadio Luigi Ferraris (19.389 spett.)\| Arbitro: \| Pairetto (Nichelino) \| |
| Arbitro:                                           | Pairetto (Nichelino) |               |        |                                                                             |

| Empoli 23 ottobre 2016, ore 15:00 CEST 9ª giornata | Empoli           | 0 – 0 referto | Chievo | Stadio Carlo Castellani (7.105 spett.)\| Arbitro: \| Maresca (Napoli) \| |
| Arbitro:                                           | Maresca (Napoli) |               |        |                                                                          |

| Arbitro: | Mariani (Aprilia) |

|                           |           |  |
| Mertens 51’ Chiricheș 81’ | Marcatori |  |

| Empoli 30 ottobre 2016, ore 15:00 CET 11ª giornata | Empoli              | 0 – 0 referto | Roma | Stadio Carlo Castellani (11.671 spett.)\| Arbitro: \| Di Bello (Brindisi) \| |
| Arbitro:                                           | Di Bello (Brindisi) |               |      |                                                                              |

| Arbitro: | Orsato (Schio) |

|  |           |                                                 |
|  | Marcatori | 12’, 44’ Maccarone 23’ Pucciarelli 89’ Saponara |

| Arbitro: | Massa (Imperia) |

|  |           |                                              |
|  | Marcatori | 26’, 61’ Bernardeschi 47’ (rig.), 67’ Iličič |

| Arbitro: | Calvarese (Teramo) |

|              |           |                                             |
| Saponara 17’ | Marcatori | 15’, 77’ Lapadula 61’ Suso 64’ (aut.) Costa |

| Arbitro: | Gavillucci (Latina) |

|                                                   |           |  |
| Pellegrini 22’ (rig.) Ricci 36’ (rig.) Ragusa 53’ | Marcatori |  |

| Bologna 11 dicembre 2016, ore 15:00 CET 16ª giornata | Bologna                  | 0 – 0 referto | Empoli | Stadio Renato Dall'Ara (17.598 spett.)\| Arbitro: \| Guida (Torre Annunziata) \| |
| Arbitro:                                             | Guida (Torre Annunziata) |               |        |                                                                                  |

| Arbitro: | Rizzoli (Bologna) |

|                     |           |  |
| Mch'edlidze 8’, 72’ | Marcatori |  |

| Arbitro: | Fabbri (Ravenna) |

|                               |           |                 |
| Kessié 74’ D'Alessandro 90+4’ | Marcatori | 51’ Mch'edlidze |

| Arbitro: | Valeri (Roma) |

|                      |           |  |
| Maccarone 78’ (rig.) | Marcatori |  |

#### Girone di ritorno
| Genova 15 gennaio 2017, ore 15:00 CET 20ª giornata | Sampdoria   | 0 – 0 referto | Empoli | Stadio Luigi Ferraris (19.056 spett.)\| Arbitro: \| Celi (Bari) \| |
| Arbitro:                                           | Celi (Bari) |               |        |                                                                    |

| Arbitro: | Russo (Nola) |

|                 |           |  |
| Mch'edlidze 82’ | Marcatori |  |

| Arbitro: | Tagliavento (Terni) |

|                                                |           |                 |
| Stoian 24’ Falcinelli 56’, 90+1’ (rig.), 90+2’ | Marcatori | 39’ Mch'edlidze |

| Arbitro: | Di Bello (Brindisi) |

|                   |           |             |
| Pucciarelli 45+2’ | Marcatori | 11’ Belotti |

| Arbitro: | Celi (Bari) |

|                       |           |  |
| Éder 14’ Candreva 54’ | Marcatori |  |

| Arbitro: | Rizzoli (Bologna) |

|            |           |                        |
| Krunić 67’ | Marcatori | 68’ Immobile 80’ Keita |

| Arbitro: | Mariani (Aprilia) |

|                                      |           |  |
| Skorupski 52’ (aut.) Alex Sandro 65’ | Marcatori |  |

| Arbitro: | Doveri (Roma) |

|  |           |                            |
|  | Marcatori | 89’ Ntcham 90+2’ Hiljemark |

| Arbitro: | Giacomelli (Trieste) |

|                                                |           |  |
| Inglese 22’ Pellissier 40’ Birsa 75’ Cesar 89’ | Marcatori |  |

| Arbitro: | Damato (Barletta) |

|                                      |           |                                     |
| El Kaddouri 70’ Maccarone 82’ (rig.) | Marcatori | 19’, 38’ (rig.) Insigne 24’ Mertens |

| Arbitro: | Massa (Imperia) |

|                |           |  |
| Džeko 12’, 56’ | Marcatori |  |

| Arbitro: | Tagliavento (Terni) |

|                |           |             |
| El Kaddouri 9’ | Marcatori | 31’ Caprari |

| Arbitro: | Mazzoleni (Bergamo) |

|           |           |                                      |
| Tello 64’ | Marcatori | 37’ El Kaddouri 90+3’ (rig.) Pasqual |

| Arbitro: | Gavillucci (Latina) |

|              |           |                           |
| Lapadula 72’ | Marcatori | 40’ Mch'edlidze 67’ Thiam |

| Arbitro: | Doveri (Roma) |

|                        |           |                                 |
| Pucciarelli 24’ (rig.) | Marcatori | 19’ Peluso 34’ Matri 57’ Duncan |

| Arbitro: | Calvarese (Teramo) |

|                                |           |           |
| Croce 5’ Pasqual 38’ Costa 47’ | Marcatori | 11’ Verdi |

| Arbitro: | Mariani (Aprilia) |

|                        |           |                        |
| Sau 7’ Farias 17’, 45’ | Marcatori | 79’ Zajc 85’ Maccarone |

| Arbitro: | Valeri (Roma) |

|  |           |           |
|  | Marcatori | 13’ Gómez |

| Arbitro: | Rizzoli (Bologna) |

|                              |           |            |
| Nestorovski 76’ Henrique 84’ | Marcatori | 87’ Krunić |

### Coppa Italia

#### Turni preliminari
| Arbitro: | Irrati (Pistoia) |

|                          |           |  |
| Maccarone 4’ (rig.), 16’ | Marcatori |  |

| Arbitro: | Nasca (Bari) |

|               |           |                           |
| Gilardino 79’ | Marcatori | 67’ Panico 102’ Rodríguez |

## Statistiche

### Statistiche di squadra
| Competizione | Punti | In casa | In casa | In casa | In casa | In casa | In casa | In trasferta | In trasferta | In trasferta | In trasferta | In trasferta | In trasferta | Totale | Totale | Totale | Totale | Totale | Totale | DR  |
| Competizione | Punti | G       | V       | N       | P       | Gf      | Gs      | G            | V            | N            | P            | Gf           | Gs           | G      | V      | N      | P      | Gf     | Gs     | DR  |
| ------------ | ----- | ------- | ------- | ------- | ------- | ------- | ------- | ------------ | ------------ | ------------ | ------------ | ------------ | ------------ | ------ | ------ | ------ | ------ | ------ | ------ | --- |
| Serie A      | 32    | 19      | 5       | 4       | 10      | 16      | 29      | 19           | 3            | 4            | 12           | 13           | 32           | 38     | 8      | 8      | 22     | 29     | 61     | -32 |
| Coppa Italia | -     | 2       | 1       | 0       | 1       | 3       | 2       | 0            | 0            | 0            | 0            | 0            | 0            | 2      | 1      | 0      | 1      | 3      | 2      | +1  |
| Totale       |       | 21      | 6       | 4       | 11      | 19      | 31      | 19           | 3            | 4            | 12           | 13           | 32           | 40     | 9      | 8      | 23     | 32     | 63     | -31 |

### Andamento in campionato
| Giornata  | 1  | 2  | 3  | 4  | 5  | 6  | 7  | 8  | 9  | 10 | 11 | 12 | 13 | 14 | 15 | 16 | 17 | 18 | 19 | 20 | 21 | 22 | 23 | 24 | 25 | 26 | 27 | 28 | 29 | 30 | 31 | 32 | 33 | 34 | 35 | 36 | 37 | 38 |
| --------- | -- | -- | -- | -- | -- | -- | -- | -- | -- | -- | -- | -- | -- | -- | -- | -- | -- | -- | -- | -- | -- | -- | -- | -- | -- | -- | -- | -- | -- | -- | -- | -- | -- | -- | -- | -- | -- | -- |
| Luogo     | C  | T  | C  | T  | C  | T  | C  | T  | C  | T  | C  | T  | C  | C  | T  | T  | C  | T  | C  | T  | C  | T  | C  | T  | C  | T  | C  | T  | C  | T  | C  | T  | T  | C  | C  | T  | C  | T  |
| Risultato | P  | P  | V  | N  | P  | P  | P  | N  | N  | P  | N  | V  | P  | P  | P  | N  | V  | P  | V  | N  | V  | P  | N  | P  | P  | P  | P  | P  | P  | P  | N  | V  | V  | P  | V  | P  | P  | P  |
| Posizione | 15 | 20 | 16 | 17 | 18 | 19 | 19 | 19 | 18 | 18 | 18 | 17 | 17 | 17 | 17 | 17 | 17 | 17 | 17 | 17 | 17 | 17 | 17 | 17 | 17 | 17 | 17 | 17 | 17 | 17 | 17 | 17 | 17 | 17 | 17 | 17 | 17 | 18 |

Fonte:  Serie A – Classifiche, su sport.sky.it, Sky Sport. URL consultato il 29 agosto 2016 (archiviato dall'url originale il 26 agosto 2015).
Legenda:

Luogo: C = Casa; T = Trasferta. Risultato: V = Vittoria; N = Pareggio; P = Sconfitta.

### Statistiche dei giocatori
Sono in corsivo i calciatori che hanno lasciato la società a stagione in corso.
| Giocatore      | Serie A  | Serie A | Serie A     | Serie A    | Coppa Italia | Coppa Italia | Coppa Italia | Coppa Italia | Totale   | Totale | Totale      | Totale     |
| Giocatore      | Presenze | Reti    | Ammonizioni | Espulsioni | Presenze     | Reti         | Ammonizioni  | Espulsioni   | Presenze | Reti   | Ammonizioni | Espulsioni |
| -------------- | -------- | ------- | ----------- | ---------- | ------------ | ------------ | ------------ | ------------ | -------- | ------ | ----------- | ---------- |
| F. Barba       | 11       | 0       | 3           | 0          | 1            | 0            | 0            | 0            | 12       | 0      | 3           | 0          |
| G. Bellusci    | 33       | 1       | 15          | 0          | 0            | 0            | 0            | 0            | 33       | 1      | 15          | 0          |
| L. Bittante    | -        | -       | -           | -          | 0            | 0            | 0            | 0            | 0        | 0      | 0           | 0          |
| M. Büchel      | 15       | 0       | 5           | 0          | 2            | 0            | 0            | 0            | 17       | 0      | 5           | 0          |
| R. Chanturia   | 0        | 0       | 0           | 0          | 0            | 0            | 0            | 0            | 0        | 0      | 0           | 0          |
| U. Ćosić       | 14       | 0       | 1           | 0          | 2            | 0            | 1            | 0            | 16       | 0      | 2           | 0          |
| A. Costa       | 26       | 2       | 6           | 0          | 1            | 0            | 0            | 0            | 27       | 2      | 6           | 0          |
| D. Croce       | 35       | 1       | 4           | 0          | 1            | 0            | 0            | 0            | 36       | 1      | 4           | 0          |
| F. Dimarco     | 12       | 0       | 2           | 0          | 1            | 0            | 0            | 0            | 13       | 0      | 2           | 0          |
| A. Dioussé     | 33       | 0       | 13          | 0          | 2            | 0            | 0            | 0            | 35       | 0      | 13          | 0          |
| O. El Kaddouri | 15       | 3       | 5           | 0          | -            | -            | -            | -            | 15       | 3      | 5           | 0          |
| A. Gilardino   | 14       | 0       | 2           | 0          | 2            | 1            | 0            | 0            | 16       | 1      | 2           | 0          |
| A. Jakupovic   | 1        | 0       | 0           | 0          | -            | -            | -            | -            | 1        | 0      | 0           | 0          |
| R. Krunić      | 32       | 2       | 10          | 0          | 1            | 0            | 0            | 0            | 33       | 2      | 10          | 0          |
| V. Laurini     | 24       | 0       | 2           | 1          | 1            | 0            | 0            | 0            | 25       | 0      | 2           | 1          |
| M. Maccarone   | 28       | 5       | 3           | 1          | 1            | 2            | 0            | 0            | 29       | 7      | 3           | 1          |
| R. Maiello     | 1        | 0       | 0           | 0          | 2            | 0            | 0            | 0            | 3        | 0      | 0           | 0          |
| G. Marilungo   | 20       | 0       | 2           | 0          | 1            | 0            | 0            | 0            | 21       | 0      | 2           | 0          |
| J. Mauri       | 14       | 0       | 4           | 0          | 1            | 0            | 0            | 0            | 15       | 0      | 4           | 0          |
| L. Mch'edlidze | 15       | 6       | 3           | 0          | -            | -            | -            | -            | 15       | 6      | 3           | 0          |
| M. Pasqual     | 32       | 2       | 7           | 0          | 1            | 0            | 0            | 0            | 33       | 2      | 7           | 0          |
| A. Pelagotti   | 3        | -5      | 0           | 0          | 2            | -2           | 0            | 0            | 5        | -7     | 0           | 0          |
| M. Pereira     | 1        | 0       | 0           | 0          | 1            | 0            | 0            | 0            | 2        | 0      | 0           | 0          |
| A. Picchi      | -        | -       | -           | -          | 0            | 0            | 0            | 0            | 0        | 0      | 0           | 0          |
| M. Pucciarelli | 32       | 3       | 2           | 0          | 1            | 0            | 0            | 0            | 33       | 3      | 2           | 0          |
| M. Pugliesi    | 0        | -0      | 0           | 0          | 0            | -0           | 0            | 0            | 0        | -0     | 0           | 0          |
| R. Saponara    | 18       | 2       | 4           | 0          | 1            | 0            | 0            | 0            | 19       | 2      | 4           | 0          |
| F. Signorelli  | 0        | 0       | 0           | 0          | -            | -            | -            | -            | 0        | 0      | 0           | 0          |
| Ł. Skorupski   | 35       | -56     | 2           | 0          | 0            | -0           | 0            | 0            | 35       | -56    | 2           | 0          |
| A. Tello       | 18       | 0       | 6           | 0          | 2            | 0            | 1            | 0            | 20       | 0      | 7           | 0          |
| M. Thiam       | 15       | 1       | 1           | 0          | -            | -            | -            | -            | 15       | 1      | 1           | 0          |
| F. Veseli      | 17       | 0       | 3           | 0          | -            | -            | -            | -            | 17       | 0      | 3           | 0          |
| M. Zajc        | 5        | 1       | 0           | 0          | -            | -            | -            | -            | 5        | 1      | 0           | 0          |
| M. Zambelli    | 10       | 0       | 1           | 0          | 1            | 0            | 0            | 0            | 11       | 0      | 1           | 0          |